# 近身戰鬥勳飾
近身戰鬥勳飾是由1942年11月25日開始由納粹德國頒發的勳飾，用來頒發經常近身戰鬥的軍事人員。 靠近戰鬥扣戴在左上方的統一口袋上方。 這個表扣是壓鑄的，由頓巴黃銅或鋅製成，彎曲的中心部分是由國徽組成，勳飾裹還有刺刀和手榴彈。

## 獲得要求
這個勳飾分為三個等級，分別為銅級，銀級和金級。獲得銅級，銀級和金級的要求都有所不同。獲得銅級的要求就是達到15次近身戰鬥；銀級就是25次；而金級就是50次或以上。 德國步兵通常認為金級近身戰鬥勳飾比騎士鐵十字勳章還要高級。 在德國國防軍和武裝親衛隊合計總數約1800萬至2000萬名軍人中，有36,400人獲得了銅級，9,500人獲得銀級，631人獲得金級。